# Оро-вин (язык)
Оро-вин (Oro Win) — малоупотребительный, почти исчезнувший чапакурский язык, на котором говорят на внутренних участках верховий реки Пакаас-Новос (приток реки Маморе) вдоль бразильско-боливийской границы в Бразилии.
Оро-вин — один из только пяти языков, известный тем, что в нём присутствует губно-губной дрожащий согласный [t͡ʙ̥].